# Ormetica iheringi
Ormetica iheringi là một loài bướm đêm thuộc phân họ Arctiinae, họ Erebidae.